# Distrikt Quilcas
Der Distrikt Quilcas liegt in der Provinz Huancayo in der Region Junín in Zentral-Peru. Der Distrikt wurde am 27. Mai 1952 gegründet. Er besitzt eine Fläche von 160 km². Beim Zensus 2017 wurden 4015 Einwohner gezählt. Im Jahr 1993 lag die Einwohnerzahl bei 3506, im Jahr 2007 bei 4015. Sitz der Distriktverwaltung ist die 3330 m hoch gelegene Kleinstadt Quilcas mit 3040 Einwohnern (Stand 2017). Quilcas befindet sich 15,5 km nordnordwestlich der Provinz- und Regionshauptstadt Huancayo.

## Geographische Lage
Der Distrikt Quilcas befindet sich im Andenhochland im Norden der Provinz Huancayo. Das Areal liegt östlich des Río Mantaro und reicht im Osten bis zu einem Gebirgszug der peruanischen Zentralkordillere mit den Gipfeln Nevado Putcacocha (oder Pukaqucha) (5236 m) und Nevado Muratayu (5245 m). Der Río Achamayo entwässert das Areal nach Westen.
Der Distrikt Quilcas grenzt im Südwesten an die Distrikte Saño und San Jerónimo de Tunán, im Nordwesten an den Distrikt Ingenio, im Nordosten an den Distrikt Comas (Provinz Concepción) sowie im Südosten und im Süden an den Distrikt El Tambo.

## Ortschaften
Im Distrikt gibt es neben dem Hauptort folgende größere Ortschaften:
- Colpar (221 Einwohner)